# Liste der denkmalgeschützten Objekte in Drasenhofen
Die Liste der denkmalgeschützten Objekte in Drasenhofen enthält die 17 denkmalgeschützten, unbeweglichen Objekte der niederösterreichischen Gemeinde Drasenhofen im Bezirk Mistelbach.

## Denkmäler
| Foto  |                 | Denkmal                                                                  | Standort                                                | Beschreibung | Metadaten |
| ----- | --------------- | ------------------------------------------------------------------------ | ------------------------------------------------------- | --- | --- |
| ja    | Datei hochladen | Ehem. Freihof der Truchsessen HERIS-ID: 13183 Objekt-ID: 9351            | Herrnspitz 4 Standort KG: Drasenhofen                   | Der Freihof der Truchsessen war im Mittelalter und in der frühen Neuzeit ein gerichtsunabhängiger Hof. | BDA-Hist.: Q38172034 Status: Bescheid Stand der BDA-Liste: 2025-06-30 Name: Ehem. Freihof der Truchsessen GstNr.: 82                                                               |
| ja    | Datei hochladen | Figurenbildstock hl. Johannes Nepomuk HERIS-ID: 87311 Objekt-ID: 101706  | vor Drasenhofen 36 Standort KG: Drasenhofen             | Der Bildstock trägt die Jahreszahl 1742. | BDA-Hist.: Q37719444 Status: § 2a Stand der BDA-Liste: 2025-06-30 Name: Figurenbildstock hl. Johannes Nepomuk GstNr.: 307 Statue of John of Nepomuk in Drasenhofen                 |
| ja    | Datei hochladen | Pfarrhof HERIS-ID: 13191 Objekt-ID: 9359                                 | Kirchenplatz 8 Standort KG: Drasenhofen                 | Laut Inschrift am Portal wurde der Pfarrhof 1911 erbaut. | BDA-Hist.: Q38172232 Status: § 2a Stand der BDA-Liste: 2025-06-30 Name: Pfarrhof GstNr.: 4                                                                                         |
| ja    | Datei hochladen | Kath. Pfarrkirche hl. Veit HERIS-ID: 13182 Objekt-ID: 9350               | neben Veitgasse 2 Standort KG: Drasenhofen              | Die frühbarocke Saalkirche wurde 1680 bis 1689 errichtet und 1928 teilweise umgebaut. | BDA-Hist.: Q18412233 Status: § 2a Stand der BDA-Liste: 2025-06-30 Name: Kath. Pfarrkirche hl. Veit GstNr.: 1 Pfarrkirche Drasenhofen                                               |
| ja    | Datei hochladen | Lichtsäule HERIS-ID: 13184 Objekt-ID: 9352                               | gegenüber Friedhofstraße 32 Standort KG: Drasenhofen    | Diese Säule steht an der Friedhofsmauer. | BDA-Hist.: Q38172077 Status: § 2a Stand der BDA-Liste: 2025-06-30 Name: Lichtsäule GstNr.: 3177                                                                                    |
| ja    | Datei hochladen | Bildstock HERIS-ID: 13185 Objekt-ID: 9353                                | Standort KG: Drasenhofen                                | In den Nischen des barocken Bildstocks vor der Friedhof befinden sich moderne Malereien von Andreas Fuhrmann. | BDA-Hist.: Q38172110 Status: § 2a Stand der BDA-Liste: 2025-06-30 Name: Bildstock GstNr.: 3177                                                                                     |
| ja    | Datei hochladen | Figurenbildstock hl. Florian HERIS-ID: 13187 Objekt-ID: 9355             | Brünner Straße 26, vor Standort KG: Drasenhofen         | Die Statue am südlichen Ortsausgang ist auf Grund einer Renovierung mit der Jahreszahl 1807 bezeichnet, stammt aber aus der Barockzeit. Früher stand diese Statue an der Schlossbrücke die nach 1805 jedoch abgebrochen wurde. Am Sockel findet sich das gräfliche Wappen. | BDA-Hist.: Q38172145 Status: § 2a Stand der BDA-Liste: 2025-06-30 Name: Figurenbildstock hl. Florian GstNr.: 3176/1                                                                |
| ja    | Datei hochladen | Friedhof christlich HERIS-ID: 13188 Objekt-ID: 9356                      | gegenüber Friedhofstraße 28 Standort KG: Drasenhofen    | In der nordöstlichen Ecke des Friedhofs steht ein spätgotischer Tabernakelpfeiler aus dem 15. Jahrhundert. In die Friedhofsmauer ist ein Stein mit der Inschrift Memento Mori 1618 eingelassen.                                                                            | BDA-Hist.: Q38172160 Status: § 2a Stand der BDA-Liste: 2025-06-30 Name: Friedhof christlich GstNr.: 79 Friedhof Drasenhofen                                                        |
| ja    | Datei hochladen | Franz-Josephs-Denkmal HERIS-ID: 13190 Objekt-ID: 9358                    | bei Brünner Straße 26 Standort KG: Drasenhofen          | Zum sechzigsten Regierungsjubiläum Kaiser Franz Josephs wurde am Kirchenplatz ein eigener „Jubiläusmhügel“ aufgeschüttet und ein hoher Sockel mit der Kaiserbüste aufgestellt.                                                                                             | BDA-Hist.: Q38172220 Status: § 2a Stand der BDA-Liste: 2025-06-30 Name: Franz-Josephs-Denkmal GstNr.: 3176/1                                                                       |
| ja    | Datei hochladen | Kath. Pfarrkirche Unsere liebe Frau HERIS-ID: 13195 Objekt-ID: 9364      | bei Kirchengasse 4 Standort KG: Kleinschweinbarth       | Die neugotische Kirche wurde von 1870 bis 1874 erbaut. Ihre Ausstattung stammt aus der Bauzeit. | BDA-Hist.: Q38172321 Status: § 2a Stand der BDA-Liste: 2025-06-30 Name: Kath. Pfarrkirche Unsere liebe Frau GstNr.: 116 Pfarrkirche Kleinschweinbarth                              |
| ja    | Datei hochladen | Figurenbildstock hl. Judas Thaddäus HERIS-ID: 13196 Objekt-ID: 9365      | gegenüber Kirchengasse 1 Standort KG: Kleinschweinbarth | Die Steinfigur des Heiligen stammt vermutlich aus der ersten Hälfte des 18. Jahrhunderts. | BDA-Hist.: Q38172339 Status: § 2a Stand der BDA-Liste: 2025-06-30 Name: Figurenbildstock hl. Judas Thaddäus GstNr.: 2372/36                                                        |
| ja    | Datei hochladen | Bildstock HERIS-ID: 13202 Objekt-ID: 9371                                | Brünnerstraße Standort KG: Steinebrunn                  | Anmerkung: Der Bildstock stand lange unmittelbar neben der Baustelle der Umfahrung Drasenhofen. Trotz einer damals vorhandenen Einhausung ist er heute stark beschädigt.                                                                                                   | BDA-Hist.: Q38172454 Status: § 2a Stand der BDA-Liste: 2025-06-30 Name: Bildstock GstNr.: 3109                                                                                     |
| ja BW | Datei hochladen | Schloss Fünfkirchen und Schüttkasten HERIS-ID: 13194 Objekt-ID: 9363     | Schloss 1 Standort KG: Steinebrunn                      | Vom barocken Neubau aus der ersten Hälfte des 17. Jahrhunderts des 1298 erstmals urkundlich genannten Schlosses sind die vier Ecktürme erhalten. | BDA-Hist.: Q2241110 Status: Bescheid Stand der BDA-Liste: 2025-06-30 Name: Schloss Fünfkirchen und Schüttkasten GstNr.: 986, 989 Schloss Fünfkirchen                               |
| ja    | Datei hochladen | Kath. Filialkirche hl. Anna mit Friedhof HERIS-ID: 13198 Objekt-ID: 9367 | gegenüber Kirchenweg 1 Standort KG: Steinebrunn         | Die Kirche wurde von 1954 bis 1958 erbaut. Sie besitzt einen südlichen Glockenturm mit Haubendach aus dem 18. Jahrhundert. | BDA-Hist.: Q38172405 Status: § 2a Stand der BDA-Liste: 2025-06-30 Name: Kath. Filialkirche hl. Anna mit Friedhof GstNr.: 4/1, 1026/2, 4/2 Kirche Steinebrunn, Gemeinde Drasenhofen |
| ja    | Datei hochladen | Figurenbildstock hl. Johannes Nepomuk HERIS-ID: 13203 Objekt-ID: 9372    | Standort KG: Steinebrunn                                | | BDA-Hist.: Q38172464 Status: § 2a Stand der BDA-Liste: 2025-06-30 Name: Figurenbildstock hl. Johannes Nepomuk GstNr.: 3110                                                         |
| ja    | Datei hochladen | Pestkapelle HERIS-ID: 13205 Objekt-ID: 9375                              | neben Obere Hauptstraße 1 Standort KG: Stützenhofen     | Die Kapelle wurde vermutlich in der ersten Hälfte des 19. Jahrhunderts erbaut. | BDA-Hist.: Q38172527 Status: § 2a Stand der BDA-Liste: 2025-06-30 Name: Pestkapelle GstNr.: 997/4                                                                                  |
| ja    | Datei hochladen | Kath. Pfarrkirche Allerheiligen HERIS-ID: 13204 Objekt-ID: 9374          | Kirchenstraße 6 Standort KG: Stützenhofen               | Die ursprünglich gotische Kirche aus dem 14. Jahrhundert wurde 1667 barockisiert. Ihre Turmfassade stammt aus dem 19. Jahrhundert. | BDA-Hist.: Q38172503 Status: § 2a Stand der BDA-Liste: 2025-06-30 Name: Kath. Pfarrkirche Allerheiligen GstNr.: 1 Pfarrkirche Stützenhofen                                         |

## Ehemalige Denkmäler
| Foto |                 | Denkmal                               | Standort                                     | Beschreibung                                       | Metadaten                                                                                            |
| ---- | --------------- | ------------------------------------- | -------------------------------------------- | -------------------------------------------------- | --- |
| ja   | Datei hochladen | Marienkapelle Objekt-ID: 9378bis 2019 | bei Drasenhofen 309 Standort KG: Drasenhofen | Die Kapelle wurde laut Inschrift 1965 restauriert. | BDA-Hist.: Q38172585 Status: § 2a Stand der BDA-Liste: 2019-01-23 Name: Marienkapelle GstNr.: 3180/1 |